# Distretto di Maydan Shahr
Il distretto di Maydan Shahr è un distretto dell'Afghanistan appartenente alla provincia del Vardak.